# Giovanni Pierio Valeriano Bolzanio

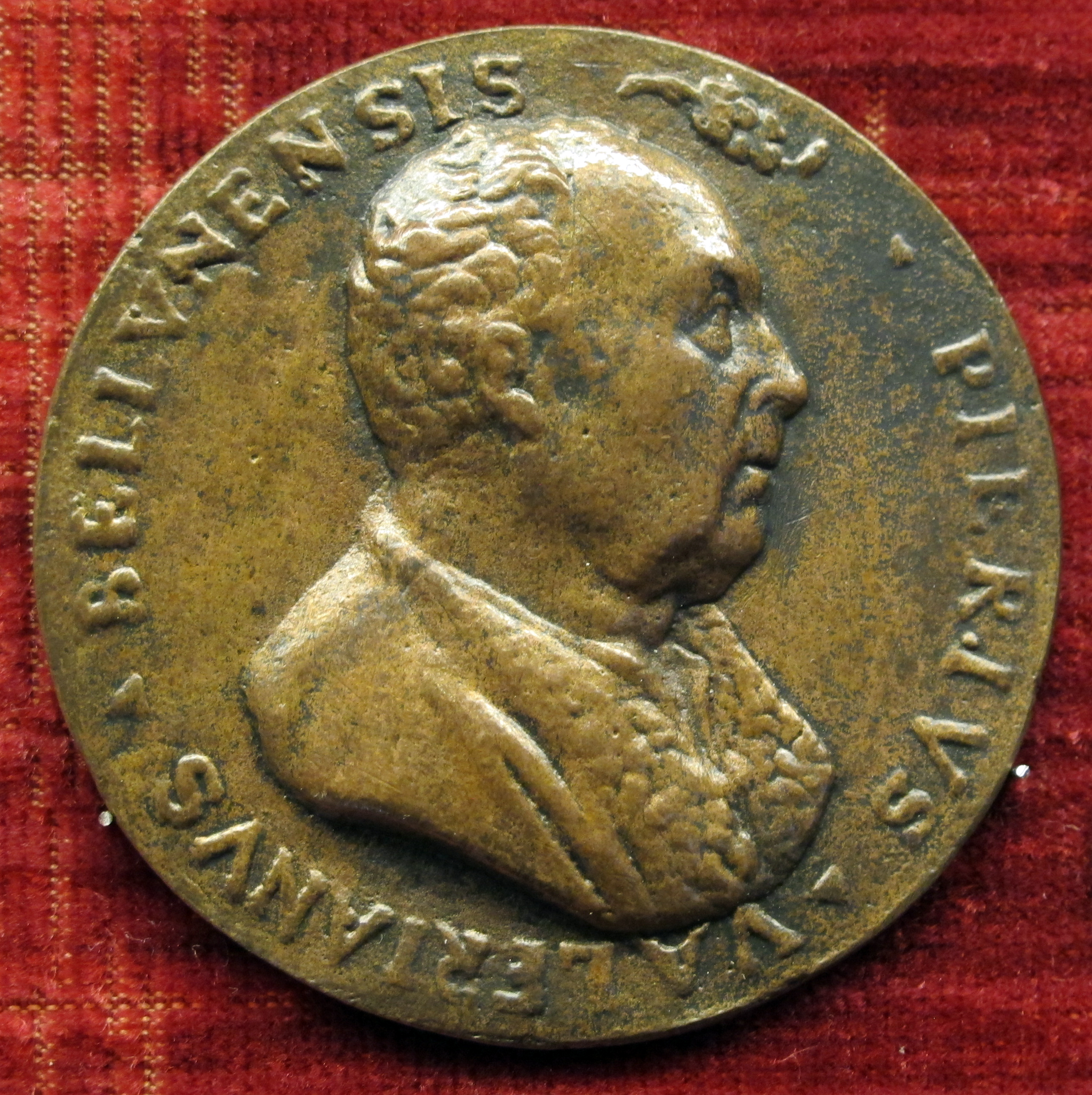
Pierio Valeriano

Giovanni Pierio Valeriano Bolzanio (* 1477 in Belluno; † 1558 in Padua; eigentlich: Giovan Pietro della Fosse; auch: Joannis Pieri Valeriani Bellunensi; Ioannis Pierii Valeriani; Ioannes Pierius Valerianus; Pierio Valeriano; Bolzanio Pierio Valeriano; Pierius Valerianus) war ein italienischer Humanist, Theologe und Schüler von Andreas Johannes Laskaris.

## Leben
In der Jugend hat Bolzanio seit 1493 bei seinem Onkel Urbano Bolzanio in Venedig studiert. Der Onkel hat ihn in die kulturellen Kreise der Stadt eingeführt und ihn mit Aldo Manuzio bekannt gemacht. Er hatte weiterhin Unterricht in Eloquenz bei Marcantonio Sebellico.
Seit 1509 in Rom, engagierte er sich in päpstlichen Kreisen. Mit Julius II. und den beiden folgenden Medici-Päpsten Leo X. und Clemens VII. als Protektoren, erhielt er durch Papst Clemens VII. die cattedra d’eloquenza al Collegio Romano, wodurch er also praktisch Dozent an der päpstlichen Universität wurde. Clemens VII. bestellte ihn auch zum Tutor für Ippolito und Alessandro de’ Medici. Mit diesen beiden hielt er sich 1524–27 in Florenz auf. Danach ging Valeriano zurück in seinen Geburtsort Belluno, bis er von dem 1529 zum Kardinal ernannten Ippolito de’ Medici zu dessen Sekretär ernannt wurde. Nach Ippolitos Tod zog er erneut nach Belluno zurück. 1540 war er in Padua Mitglied der Accademia degli Infiammati. Seinen Tod erlitt Valeriano dort 1558.

## Werk
In seinen frühen Jahren in Rom verfasste Valeriano besonders lateinische Dichtungen verschiedener Gattungen (v. a. Ode, Epigramm, Elegie, Fabel).
Sein wichtigstes Prosawerk ist Hieroglyphica, sive de sacris Aegyptiorum aliarumque gentium litteris commentariorum libri LVIII, das nach seinem Erscheinen (1556) bis 1668 noch sieben Nachdrucke erlebte sowie Übersetzungen ins Französische (1576, 1615) und Italienische (1602). Dabei handelt es sich um das erste Symbollexikon der Renaissance, verfasst in 60 Büchern mit insgesamt nahezu tausend Folio-Seiten. Jedes Buch befasst sich mit einer Abbildung aus der Natur (Tier, Pflanze oder Körperteil).
Von ihm stammt auch das lateinische Figurengedicht Pierius, welches als wichtigster italienischer Vertreter seiner Form des 16. Jahrhunderts gilt. Es wurde 1549 geschrieben und hat die Form einer Birne. Gabriel Harvey würdigte es noch der Kritik.

## Bibliografie
- Praeludia. Venedig 1509.
- Amores (5 Bücher) [1524 vollendet, gewidmet Ippolito de' Medici und ihm als Manuskript übergeben; gedruckt zuerst Basel 1538 (s. u.) als unautorisierte Sammlung seiner Oden, Epigramme und anderer Gedichte].
- Poemata. Basel: Robert Winter 1538.
- Amorum libri V. Appendix [= Amorum liber VI] ex 'Praeludiis' castigatior. Amicitia Romana. Carpionis fabula. Protesilaos Laodamiae respon. Leucippi fabula lib. unus. Vinetia: Gabriel Giolittus de Ferrariis 1549.
- Hexametri, odae et epigrammata. Vinetia: Gabriel Giolito di Ferrariis 1550.
- Hieroglyphica. Basel 1556.  – Französische Übersetzung von Jean de Montlyard (1530 bis ca. 1619).
- De litteratorum infelicitate [1528/1529, erst 1620 von Jacobus Sarzina in Venedig veröffentlicht].

## Einzelbelege
1. ↑  Bernhard Kreuz, Petra Aigner, Christine Harrauer: Bibliographie zum Nachleben des antiken Mythos. Österreichische Akademie der Wissenschaften, Wien 2019, S. 104.
2. ↑  Elena Panciera: Alle radici dell’Accademia degli Infiammati di Padova: i Discorsi del modo di studiare di Sperone Speroni. (academia.edu [abgerufen am 13. Januar 2023]).

| Personendaten    | Personendaten |
| ---------------- | --- |
| NAME             | Bolzanio, Giovanni Pierio Valeriano |
| ALTERNATIVNAMEN  | Joannis Pieri Valeriani Bellunensi; Ioannis Pierii Valeriani; Ioannes Pierius Valerianus; Giovan Pietro della Fosse (wirklicher Name); Pierio Valeriano; Bolzanio, Pierio Valeriano; Pierius Valerianus |
| KURZBESCHREIBUNG | italienischer Humanist und Theologe |
| GEBURTSDATUM     | 1477 |
| GEBURTSORT       | Belluno |
| STERBEDATUM      | 1558 |
| STERBEORT        | Padua |